# فلاديمير بيارا
فلاديمير بيارا (بالكرواتية: Vladimir Beara)‏ (مواليد 26 أغسطس 1928) هو لاعب كرة قدم. يلعب مع منتخب يوغوسلافيا لكرة القدم. سبق له أن لعب في كأس العالم لكرة القدم مع منتخب بلاده.

## روابط خارجية
- فلاديمير بيارا على موقع الاتحاد الدولي (مؤرشف)  (الإنجليزية)
- فلاديمير بيارا على موقع قاعدة بيانات كرة القدم.إي يو (الإنجليزية)
- فلاديمير بيارا على موقع ناشيونال فوتبول تيمز (الإنجليزية)
- فلاديمير بيارا على موقع عالم كرة القدم.نت (الإنجليزية)
- فلاديمير بيارا على موقع أوليمبيديا (الإنجليزية)